# Robert Kiyosaki
Robert Toru Kiyosaki assina como Robert T. Kiyosaki (nascido em 8 de abril de 1947, Hilo) é empresário, investidor e escritor. Conhecido principalmente pelo livro "Pai Rico, Pai Pobre". Traduzida em 51 idiomas e disponível em 109 países, a série Rich Dad já vendeu mais de 27 milhões de cópias em todo o mundo e dominou as listas de mais vendidos na Ásia, Austrália, América do Sul, México e Europa. Em 2005, Robert foi incluído no Hall da Fama da Amazon.com como um dos 25 principais autores desse website.

## Biografia
Nasceu em Hilo, Hawaii, de ascendência nipo-americana, seu pai era um acadêmico e educador; a mãe, enfermeira, o nome do pai era Ralph H. Kiyosaki (1919-1991).
Trabalhou na Standard Oil Company depois de ter se formado na Marinha Mercante, para poder viajar o mundo e conhecer os mercados emergentes.
Foi para guerra do Vietnã pelos Fuzileiros Navais até 1974,como oficial e piloto de helicóptero, para estudar liderança de tropas.
Trabalhou na empresa Xerox até 1977 para aprender sobre vendas.
Está casado com Kim Kiyosaki que conheceu em 1984, e desde 1994 eles vivem em Phoenix, Arizona.

## Carreira como empreendedor
Em 1977, ele começou uma empresa chamada Rippers, que trouxe ao mercado as primeiras carteiras de nylon e velcro para surfista; a empresa faliu. Depois, Kiyosaki começou um negócio de camisetas, bonés, carteiras e bolsas para bandas de rock; essa empresa também faliu, em 1980.
Em 1985, Kiyosaki foi co-fundador da Excellerated Learning Institute. Essa empresa era voltada para educação em empreendedorismo, investimentos e responsabilidade social. Ela foi vendida em 1994.
Em 2012, a empresa do Robert Kiyosaki Rich Global LLC entrou em falência e foi ordenada a pagar quase 24 milhões de dólares à empresa de educação The Learning Annex e ao seu fundador. O pedido foi feito depois que uma decisão judicial determinou que parceiros de negócios de Kiyosaki tinham direito a mais de R$23.6 milhões dos lucros de eventos que eles ajudaram a promover. Um representante afirmou que o valor superava o capital da Rich Global LLC.

## Livros
Livros com títulos em Português - Brasil.
- Pai Rico, Pai Pobre (1997)
- Independência Financeira: o Guia do Pai Rico (2001)
- Filho Rico Filho Vencedor (2001)
- O Guia de Investimentos (2002)
- Vendedor Rico (2002) - Guia do Pai Rico - Escrito por Blair Singer
- Aposentado Jovem e Rico (2002)
- Profecias do Pai Rico (2003)
- Histórias de Sucesso do Pai Rico (2003)
- Como Ficar Rico Sem Cortar os Cartões de Crédito (2004)
- Pai Rico Pai Pobre: para Jovens (2004)
- Quem Mexeu no Meu Dinheiro?: o Guia do Pai Rico (2004)
- Empreendedor Rico: 10 Lições Práticas para Ter Sucesso no Seu Próprio Negócio (2005)
- Equipes Ricas e Vencedoras (2005) - Guia do Pai Rico - Escrito por Blair Singer
- Como Comprar e Vender Empresas e Ganhar Muito Dinheiro (2005) - Guia do Pai Rico - Escrito por Garrett Sutton
- Como Conseguir Dinheiro (2005) - Guia do Pai Rico - Escrito por Michael Lechter
- Imóveis - Como Investir e Ganhar Muito Dinheiro (2005) - Guia do Pai Rico - Escrito por Ken Mcelroy
- Pai Rico em Quadrinhos (2005)
- Mulher Rica: o Livro de Investimento para Mulheres (2006) - Guia do Pai Rico - Escrito por Kim Kiyosaki
- Nós Queremos que Você Fique Rico: Dois Bilionários: uma Só Mensagem (escrito junto com Donald Trump) (2007)
- Desenvolva sua Inteligência Financeira: 5 estratégias para aumentar seu patrimônio (2008)
- Imóveis: Como Gerenciar e Ganhar (mais) Dinheiro (2009) - Guia do Pai Rico - Escrito por Ken Mcelroy
- Como Investir em Metais Preciosos (2009) - Guia do Pai Rico - Escrito por [[Michael Maloney]
- Irmão Rico, Irmã Rica (escrito junto com sua irmã Emi Kiyosaki) (2009)
- O Segredo dos Ricos (2010)
- O Poder da Educação Financeira (2011)
- O Negócio do Século XXI (2012)
- Escola de Negócios: Para Pessoas que Gostam de Ajudar Pessoas (2012)
- O Toque De Midas (escrito junto com Donald Trump) (2012)
- A Hora é Essa: Uma Chamada Para as Mulheres (2012) - Guia do Pai Rico - Escrito por Kim Kiyosaki
- Empreendedorismo não se aprende na escola (2013)
- Pai Rico, Pai Pobre 20 Anos (2017)
- Mais Importante Que o Dinheiro (2018)
- Por que os Ricos Cada Vez Ficam Mais Ricos (2018)
- Fake: Dinheiro de Mentira, Professores de Mentira, Ativos de Mentira (2020)

## Jogos
Os jogos de Robert Kiyosaki não foram lançados no Brasil, as versões americanas são:
- Cashflow 101

Jogo de Tabuleiro Educativo que contém dois circuitos, um chamado corrida dos ratos e outro chamado pista de alta velocidade.

Os jogadores iniciam a corrida dos ratos, porém seu objetivo é sair desse circuito e passar para a pista de alta velocidade.

Para conseguir seu objetivo, o jogador deve comprar ativos suficientes, que equivalham aos seus gastos mensais, isto é, rendimentos suficientes para pagar suas contas sem depender do salário.

Ao entrar na pista de alta velocidade, o único objetivo é atingir o sonho escolhido antes de iniciar o jogo.
- Cashflow 202

O Cashflow 202 é identico ao Cashflow 101 com a diferença que no 202 os investimentos variam bruscamente; é mais difícil porém mais próximo da realidade.

O jogador deve ter aprendido a base do cashflow 101 para se dar bem nesse jogo.
- Cashflow for Kids

O mesmo princípio do Cashflow 101, mas é voltado para crianças.
- Cashflow 101: The E-Game

É o jogo do tabuleiro do Cashflow 101 na versão para computador. 

Pode ser jogado contra o computador e contra adversários no mesmo computador ou online.
- Cashflow 202: The E-Game

É o jogo do tabuleiro do Cashflow 202 na versão para computador. 

Pode ser jogado contra o computador, contra adversários no mesmo computador ou online.